# Přemysl Haas
Přemysl Haas (* 16. června 1960) je český textař a autor hudby, multiinstrumentalista, studiový zvukař, aranžér a hlavní tvůrčí osobnost bývalé plzeňské kultovní folk-rockové skupiny Navzájem.
Absolvent plzeňské Vysoké školy strojní a elektrotechnické (VŠSE), fakulty elektrotechnické, začínal s muzikou na přelomu sedmdesátých a osmdesátých let jako kytarista a zpěvák plzeňské rockové kapely R.U.R. Po návratu z vojny (1984) si prošel několika ročníky Porty s folkovými kapelami Tak jo a Houstka.
Po roce 1989 působil ve skupině Znouzectnost, spolupracoval s Cainem, Démophobií a s Jardou Svobodou (vystupuje i na CD a DVD Trabandu 10 let na cestě). Hostoval s Trabandem i na koncertech v Moskvě. Jako host vystupoval také s kapelami 3 dřeváci, Prsten Slepá kolej a Neboysa. Je autorem hudby k řadě dokumentárních filmů, mimo jiné složil muziku k večerníčkovým seriálům Tuláček a Pruhovaní kamarádi režiséra Václava Chaloupka. Spolupracuje s filmaři Ladislavem Moulisem st. a mladším či Mir. Čapkem, a to jak při tvorbě zvukové stránky řady jehojich dokumentů, tak i jako skladatel hudby (Brahmaputra /cena poroty na Tourfilmu 2009 v Karlových Varech/, Putování časem paní Marie Malé, Go! Hráč bez limitů, Do moře míst ...).
Po delší pauze se v letech 2011/2012 vrátili Navzájem k velmi občasnému koncertování jako Navzájem – mini, tentokráte ve složení Přemek Haas, Vlaďka Haasová a Caine.
Přemek Haas se jinak převážně zabývá chodem svého zvukového studia PyHa. To je zaměřeno převážně na mastering a mixáž nahrávek různých hudebních žánrů a tvorbu zakázkové muziky.
Již několik let také externě působí v Ústavu umění a designu Západočeské univerzity v Plzni (obor FT, Multimédia) jako lektor v oborech snímání a zpracování zvuku a dramaturgie hudby pro film a video.